# Zhang Tingfa

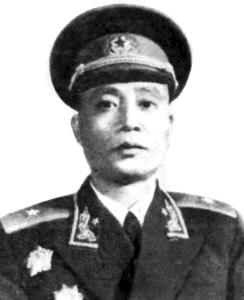
Zhang Tingfa, 1955

Zhang Tingfa (chinesisch 张廷发, Pinyin Zhāng Tíngfā; * 9. April 1918 in Xiamao, China; † 25. März 2010 in Peking, Volksrepublik China) war ein chinesischer General und Politiker.

## Biografie
Bereits im September 1933 nahm er an revolutionären Aktionen der Volksbefreiungsarmee teil und wurde 1936 Mitglied der Kommunistischen Partei Chinas (KPCh).
Zhang trat nach der Gründung der Volksrepublik China am 1. Oktober 1949 in den Dienst der Luftstreitkräfte der Volksrepublik China (PLAAF) und diente während des Koreakrieges zwischen 1950 und 1953 als Stellvertretender Kommandeur eines Armeekorps. 1955 wurde er zum Generalmajor befördert. Im März 1962 wurde er Stellvertretender Kommandeur sowie zugleich bis November 1975 Chef des Stabes der PLAAF.
Im November 1975 wurde er durch Unterstützung von Deng Xiaoping Politkommissar der PLAAF und behielt zugleich seine Position als Stellvertretender Kommandeur. 1976 gehörte er als Mitglied des ZK der KPCh zu der Koalition um Hua Guofeng und Ye Jianying beim Sturz der Viererbande um Jiang Qing (der Witwe Mao Zedongs), Zhang Chunqiao, Yao Wenyuan und Wang Hongwen.
Im April 1977 erfolgte schließlich seine Ernennung zum Kommandeur der Luftstreitkräfte als Nachfolger von Ma Ning (Revolutionär). Diese Position bekleidete er bis 1985. Während des Chinesisch-Vietnamesischen Krieges von Februar bis März 1979 war er Chef des Stabes der Südfront. Nachfolger als Kommandeur der Luftstreitkräfte wurde im Juli 1985 der bisherige Stellvertretende Kommandeur, General Wang Hai.
1977 wurde er auf dem XI. Parteitag zugleich Mitglied des Politbüros der KPCh und behielt diese Position bis Juli 1985. Zugleich war er auch Mitglied des Beratungsausschusses des Zentralkomitees (ZK) der KPCh sowie der Zentralen Militärkommission.
Zhang wurde von führenden Politikern wie Hu Jintao, Wu Bangguo, Wen Jiabao, Xi Jinping, Li Keqiang, He Guoqiang und Zhou Yongkang als herausragendes Mitglied der KPCh, proletarischer Revolutionär und bedeutende militärische Persönlichkeit gewürdigt und am 31. März 2010 auf dem Heldenfriedhof Bābǎoshān beigesetzt.